# Todberger Gangzug
Beim Todberger Gangzug handelt es sich um ein System von Gangstörungen im nordwestlichen Harz. Er ist der nördlichste aller Oberharzer Gangzüge und spielte aus bergbauhistorischer Sicht eine vergleichsweise unbedeutende Rolle.

## Verlauf (projiziert auf die Tagesoberfläche)
Der Verlauf westlich des Todberges ist unbekannt.
Todberg – Staudamm der Granetalsperre – Verlorener Berg (hier Anscharung mit dem Beste-Hoffnung-Gang) – Königsberg – Rammelsberg (nördlich des Rammelsberglagers, Anscharung mit dem Burghagener Gangzug) – Dörpketal – Gelmke-Berg. Dahinter ist der östliche Verlauf nicht bekannt.

## Paragenese, Besonderheiten
Der Todberger Gangzug hat eine geringe Erzführung mit wenig Chalkopyrit und Malachit. Die Gangarten bestehen hauptsächlich aus Quarz, Calcit und Dolomit. Die Mächtigkeit beträgt bis zu 8 Meter.

## Aufschlüsse
Auf der Spitze des Todberges befindet sich ein Ausbiss in Form eines sieben Meter hohen Felsens (Todstein) aus angewitterten Quarz. Weitere Aufschlüsse sind am Damm der Granetalsperre zu sehen.

## Bergbaugeschichtlicher Überblick
Es wurden Bergbauversuche auf Kupfererze durchgeführt. Davon zeugte der Todberg-Stollen und -Schacht der Gewerkschaft Herzog Wilhelm.